# Suši
Suši (すし, 寿司, 鮨) je japonska jed na osnovi kuhanega kisanega riža (鮨飯 suši-meši), kateremu so dodane druge sestavine (ネタ, neta) – morski sadeži, zelenjava in včasih tropsko sadje. Sestavine in oblike jedi so zelo raznolike, tako da je vsem sušijem skupen le riž (tudi pod nazivi しゃり šari ali 酢飯 sumeši).
Riž je lahko oluščen ali neoluščen. Običajna sestavina so rezine surovih rib, morskih mehkužcev ali rakov, nekatere pogoste variante pa namesto tega vsebujejo kuhane sestavine ali so brezmesne. Znana sestavina so tudi stisnjeni in posušeni listi iz rdečih alg, imenovani nori (海苔), ki se uporabljajo za ovijanje ostalih sestavin. Priloge običajno vključujejo vložen mlad ingver (ガリ gari), vasabi (japonski hren) in sojino omako. Podobna jed je sašimi iz surovih koščkov rib, narezanih in postreženih brez riža.
Nekateri tipi sušija, priljubljeni v japonskih restavracijah na Zahodu, so na Japonskem praktično neznani (in obratno). Med njimi je denimo uramaki, variacija tradicionalnega tipa maki (巻き寿司, »zavit suši«) z norijem v notranjosti, kar je bolj povšeči okusu zahodnjakov zaradi nenavadne teksture alg.